# Djanet
Djanet (arabiska: جانت) är en ort i Algeriet.   Den ligger i provinsen Illizi, i den sydöstra delen av landet, 1 500 km söder om huvudstaden Alger. Antalet invånare är 14 655. Söder om orten ligger Djanets flygplats.